# نویل-سور-ان
نویل-سور-ان (به فرانسوی: Neuville-sur-Ain) یک کمون در فرانسه است که در Canton of Pont-d'Ain واقع شده‌است.

## خصوصیات
نویل-سور-ان ۱۹٫۷۹ کیلومترمربع مساحت و ۱٬۵۱۶ نفر جمعیت دارد و ۳۰۰ متر بالاتر از سطح دریا واقع شده‌است.